# アエロフロート航空217便墜落事故
アエロフロート航空217便墜落事故（アエロフロートこうくう217びんついらくじこ）とは、1972年10月13日にロシアのシェレメーチェボ国際空港近郊で発生した航空事故である。乗客164人と乗員10人の合わせて174人全員が死亡した。

## 事故の概要
アエロフロート217便は、パリのオルリー空港を出発後、ソ連のレニングラード（現在のサンクトペテルブルク）のショセナヤ空港（現在のプルコヴォ空港）を経由し、モスクワのシェレメーチェボ国際空港へ向かう非定期旅客便であった。
1972年10月13日の217便は、イリューシンIl-62型機で運航され、乗客164人と乗員10人が搭乗していた。
217便は、レニングラードを20時59分に離陸し、シェレメーチェボ空港へ向かった。事故当時の空港の天候は、曇りで雲底高度が100メートル、霞と濃霧のため視程は約1.5キロメートル、風は穏やかでタービュランスは報告されていなかった。
シェレメーチェボ空港への進入中に、217便は一旦降下率を緩めて高度1,200メートルに達しつつあると管制に報告した。管制から400メートルまで降下するよう指示があり、217便は降下率を上げた。場周経路に入った後も降下率を緩めず、高度400メートル以下になっても降下を続け対気速度620 km/hまで増速した。217便は、高揚力装置を展開したり降着装置を下ろすことなく、巡航飛行の形態のまま、空港の北側約11キロメートルの地点に墜落した。
この事故で搭乗者全員174人が死亡した。死亡者の国籍は118人のロシア人、38人のチリ人、6人のアルジェリア人、1人の東ドイツ人、1人のオーストラリア人であった。この事故は、1973年にカノ航空惨事が起きるまで、世界で最も悲惨な航空災害であった。

## 原因
墜落の原因は明確にはなっていない。事故調査報告書において、なんらかの理由で乗員が心神喪失状態に陥った可能性が指摘されている。